# 傅燮 (東漢)
傅燮（2世紀—187年），字南容，北地郡靈州縣（今寧夏回族自治區吳忠市）人，東漢壯節侯。

## 生平

### 改字南容
傅燮本字幼起，因羨慕南宮适讀《詩經》：「白王圭之玷，尚可磨也，斯言之玷，不可為也。」三次反复，謹慎慎行，於是改字為南容。傅燮身長八尺，容貌魁梧。年少時師從太尉劉寬，再舉孝廉。傅燮聽聞舉他為孝廉的郡將去世，於是棄官服喪。後來為護軍司馬，中平元年（公元184年），爆發黃巾之亂，傅燮與左中郎將皇甫嵩一起討伐張角。

### 傅燮上疏
朱儁進攻黃巾軍時，護軍司馬的傅燮上書說：「臣聽說，天下之禍並非源於外，原因皆來自內部。所以，虞舜繼任後先除去四凶，才任用十六相輔佐。惡人不除，正直的人就無以發揮所長。如今張角在趙、魏之地起兵，黃巾軍在六州作亂，大亂的根源是在宮廷之內，蔓延到四海。臣受陛下的委任，率軍平叛。從潁川開始，一直是戰無不勝。黃巾軍勢力雖大，但不足以讓陛下擔憂。臣所擔心的，治水若不從源頭根治，下游將氾濫更加嚴重。陛下仁愛寬容，對許多事不忍處理，宦官們因此控制朝政大權，忠臣不能得到重用。即使張角被處死，平息了黃巾，我的憂慮會更深。為什麼呢？因為小人與正直的人，不能共同在一起，這如同冰塊與木炭不可放在同一容器一樣。他們知道正直的人功勞顯著，他們就將面臨危亡。所以必定花言巧語，共同弄虛作假。製造假消息的人多了，即便是曾參那樣的孝子也難免遭受懷疑，市集裡明明沒有老虎，但只要有三個人說有，人們就會相信。如果陛下無法辨察真偽，那麼忠臣們就會像秦將白起那樣含冤而死了！陛下要深思虞舜對四凶的處理，儘速剷除那些佞臣，這麼一來，正直的人就會願意為朝廷效力，叛亂自然會平息。」趙忠看到這份奏章，十分厭惡。傅燮軍征討黃巾軍時斬殺賊三帥卜巳、張伯、梁仲寧等，位居首功。應得到封爵的賞賜，趙忠卻誣陷他，但由於漢靈帝記得傅燮之言，所以沒有對傅燮加罪，但也沒有封他，任命他為安定都尉。後因病免官。

### 涼州之議
傅燮被任命為議郎。當時西羌反叛，邊章、韓遂作亂隴右，不斷要錢要人。司徒崔烈認為應該要放棄涼州。詔會公卿百官討論，崔烈堅持己見。傅燮厲聲說：「斬殺司徒，天下才能安定。」尚書郎楊贊上奏說傅燮侮辱大臣。漢靈帝詢問傅燮理由。傅燮回答說：「從前冒頓是逆賊，樊噲為上將，要求帶十萬之眾，橫行匈奴中。激憤至極，並沒有失去人臣禮節，只是計策成與不成而已，季布還說：「樊噲應該處死。」如今涼州是天下的要衝，國家的屏障。漢高祖剛平定天下時，讓酈商為隴西都尉，別定北地。漢武帝開辟疆土，設置武威、酒泉、張掖、敦煌四郡，斷匈奴右臂。現在官吏不和，使一州反亂，海內因此騷動，陛下臥不安寢。崔烈身為宰相，不為國家考慮如何平亂，反而想割讓一方萬里的土地，我感到不解！如果他們居住此地，兵強馬壯，鎧甲堅實，據以作亂，這將是天下的大患，國家的深憂啊！如果說崔烈不懂這道理，那是多麼的愚蠢；如果了解還故意這麼說，那就是不忠。」 漢靈帝採納了傅燮的意見。於是朝廷推重傅燮的方正不阿，每有公卿出缺，都推舉傅燮擔任。

### 直道守節
趙忠被任命為車騎將軍後，詔令趙忠論討伐黃巾的功勞，執金吾甄舉等人向趙忠建言：「傅燮前在東軍，有功勞卻沒有封侯，天下人大失所望。現在將軍親當重任，應推賢人，申理冤屈，符合眾心。」趙忠採納其言。於是派他的弟弟城門校尉趙延向他致意。趙延對傅燮說：「傅燮您以後少管中常侍之事，那麼萬戶侯就不在話下呀！」傅燮正色拒絕說：「一個人得志與不得志，這是命運；有功不賞，這是時代造成的。我傅燮難道需要私人的賞賜？」趙忠聽聞後更加懷恨，但顧忌傅燮的名聲，不敢迫害。也有不少權貴之人多嫉妒他，所以不得留在朝廷，後被任命為漢陽太守。
傅燮到任後，由於傅燮善體恤人，反叛的羌人感懷他的恩情教化，都前來投降歸附。於是傅燮墾土屯田，設四十多營安置他們。這時刺史耿鄙委任治中程球，程球為他謀取私利與奸人來往，軍士都討厭他。

### 為國捐軀
中平三年（公元186年），韓遂發動兵變，殺死邊章和北宮伯玉及其親信隨從數百人，自掌兵權。
中平四年（公元187年），涼州刺史耿鄙討伐韓遂、王國等金城亂軍，傅燮知道耿鄙不得人心，必定失敗，於是反對。耿鄙執意出兵，行至狄道時發生叛亂被殺，於是韓遂、王國圍攻漢陽。漢陽少兵缺糧，傅燮依然堅守，隨同韓遂等攻打漢陽的數千北地羌人，感念傅燮恩德，集體在城外叩頭，請求傅燮放棄死守漢陽，讓他們護送他回故里。時年十三的傅幹見此於是進言，勸其父接受棄漢陽歸北地，傅燮以「殷紂之暴，都尚有伯夷不食周粟而死，孔子稱其賢。如今朝廷沒如此殘暴，我品德能超過伯夷？」來曉諭其子，傅幹哽咽不能復言，後王國派前酒泉太守黃衍勸降，傅燮按劍叱責黃衍：「你身為國家任命的太守、剖符之臣，反倒為叛軍做說客？」於是，傅燮率領左右沖向亂軍，臨陣戰死。諡壯節侯。

## 家庭

### 子
- 傅幹，字彥材，曹魏將領。

### 孫
- 傅玄，字休奕，晉初文學家。[10]

## 評價
- 甄舉：傅南容有古人之節，前在軍有功不封，天下失望。[11]
- 范曄：先零擾疆，鄧、崔棄涼。詡、燮令圖，再全金方。
- 庾信：傅燮之但悲身世，無處求生。《哀江南賦》
- 杜牧：網今開傅燮。書舊識黃香。《除官歸京睦州雨霽》
- 王夫之：若燮者，托以六尺之孤，正色從容而鎮危亂，植也、儁也、允也，智勇形而中藏淺，固不足以測燮之涯量矣。故知燮非徒節義之士也，允矣其可為社稷之臣矣。[12]
- 楊芳燦：周苛惟誓死，傅燮敢求生。《伏羌紀事詩一百韻》

## 延伸阅读
[在维基数据编辑]
 《後漢書·卷58》，出自范晔《後漢書》